# Martha Djojoseparto
Martha Djojoseparto is een Surinaams politicus. Ze was van 2010 tot 2015 lid van De Nationale Assemblée voor de PL.

## Biografie
Martha Djojoseparto deed voor Pertjajah Luhur (PL) mee aan de verkiezingen van 2010. Ondanks haar plaats als lijsttrekker in Wanica werd ze niet direct gekozen, maar moest ze de zetel afstaan aan Raymond Sapoen die met voorkeursstemmen binnenkwam. Sapoen trad vervolgens toe tot het kabinet-Bouterse I als minister van Onderwijs en Volksontwikkeling, waardoor de parlementszetel in augustus 2010 vrijkwam voor Djojoseparto.
Tijdens de  verkiezingen van 2015 en 2020 was ze opnieuw kandidaat voor de PL, maar werd ze niet verkozen voor een plaats in De Nationale Assemblée. Djojoseparto is in de jaren 2010 tevens lid van het hoofdbestuur van de PL. Tijdens de verkiezingen van 2025 stond zij op nummer 50 van de lijst van de PL.